# Peter Lundgren (Tennisspieler)

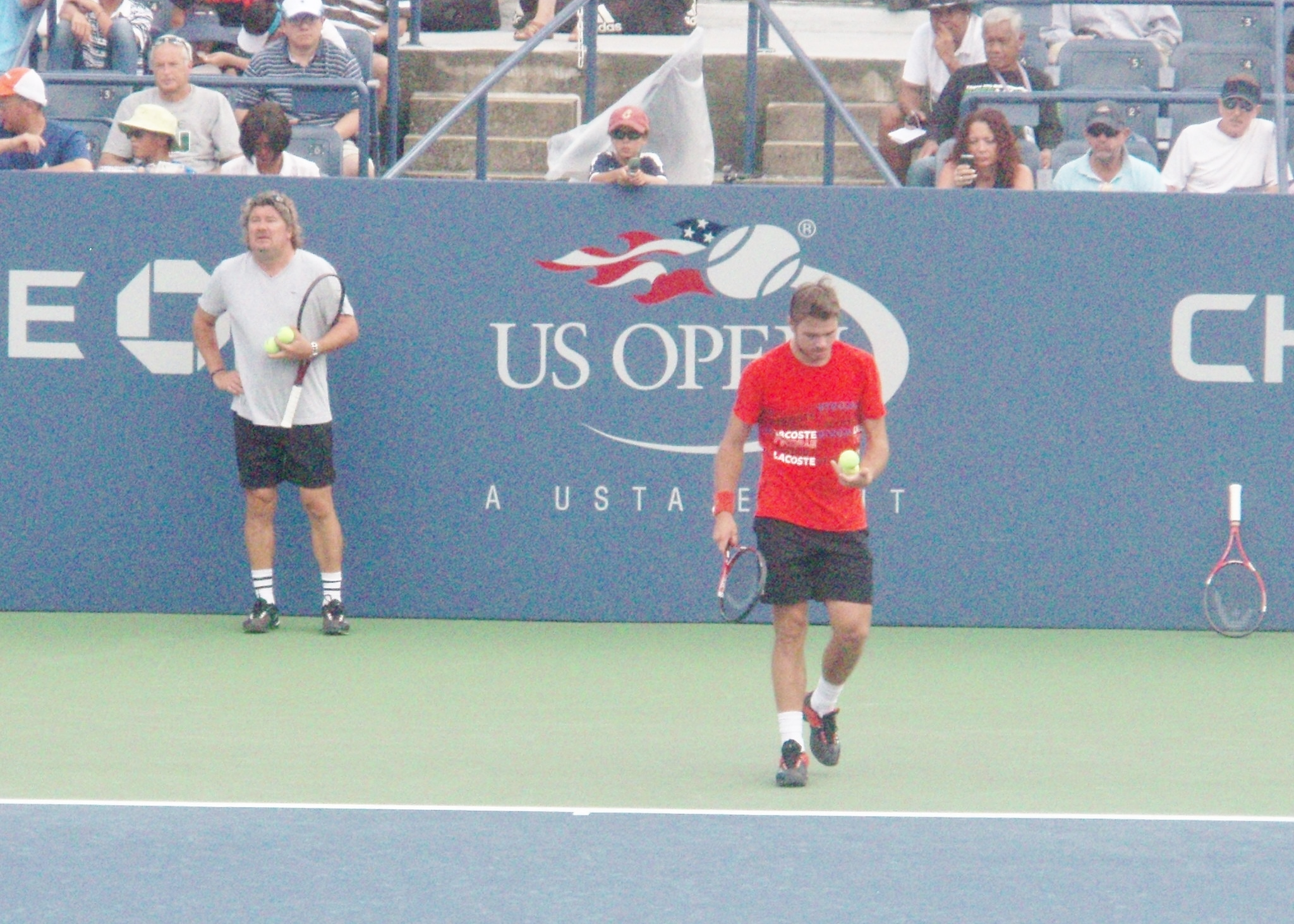
Lundgren 2011 mit Stanislaw Wawrinka bei den US Open

Peter Lundgren (* 29. Januar 1965 in Gudmundra; † 22. August 2024) war ein schwedischer Tennisspieler und -trainer.

## Karriere
Peter Lundgren gewann in seiner Profikarriere (ab 1983) jeweils drei Einzel- und Doppeltitel. Der 1,85 m große Schwede erreichte seine beste Weltranglistenposition im Jahr 1985 mit Platz 25. Im selben Jahr konnte er das Turnier von Köln, den Cologne Grand Prix, für sich entscheiden. 1987 gewann er das ATP Rye Brook in New York und das ATP-Turnier in San Francisco, bei dem er im Halbfinale Ivan Lendl mit 6:3, 4:6, 7:6 besiegte.
Während seiner Trainerlaufbahn betreute er unter anderem Marcelo Ríos, den er in die Top 10 führte, und Roger Federer, den er zum ersten Wimbledonsieg führte und der sich nach der Saison 2003 überraschend von ihm trennte. Bis Mitte 2006 war er Trainer von Marat Safin, ab 2009 betreute er Grigor Dimitrow. Von August 2010 bis September 2011 war er Trainer von Stan Wawrinka.

## Leben
Peter Lundgren war Vater von zwei Kindern. Er war an Diabetes mellitus erkrankt. 2023 wurde ihm nach einer Infektion ein Fuß amputiert. Er starb am 22. August 2024 im Alter von 59 Jahren.

## Erfolge
| Legende (Siege in Klammern)       |
| Grand Slam                        |
| Olympische Spiele                 |
| Tennis Masters Cup                |
| ATP Masters Series                |
| ATP International Series Gold (1) |
| ATP International Series (5)      |
| ATP Challenger Series (3)         |

| Titel nach Belag |
| Hartplatz (4)    |
| Sand             |
| Rasen (1)        |
| Teppich (1)      |

### Einzel

#### Turniersiege

##### ATP Tour
| Nr. | Datum              | Turnier       | Belag         | Finalgegner     | Ergebnis      |
| --- | ------------------ | ------------- | ------------- | --------------- | ------------- |
| 1.  | 21. Oktober 1985   | Köln          | Hartplatz (i) | Ramesh Krishnan | 6:3, 6:2      |
| 2.  | 24. August 1987    | Rye Brook     | Hartplatz     | John Ross       | 6:7, 7:5, 6:3 |
| 3.  | 28. September 1987 | San Francisco | Teppich (i)   | Jim Pugh        | 6:1, 7:5      |

##### Challenger Tour
| Nr. | Datum             | Turnier      | Belag     | Finalgegner          | Ergebnis      |
| --- | ----------------- | ------------ | --------- | -------------------- | ------------- |
| 1.  | 9. September 1985 | Thessaloniki | Hartplatz | Slobodan Živojinović | 3:6, 6:3, 7:6 |
| 2.  | 28. Oktober 1985  | Bergen       | Hartplatz | Jan Gunnarsson       | 6:4, 6:1      |

#### Finalteilnahmen
| Nr. | Datum            | Turnier      | Belag         | Finalgegner  | Ergebnis      |
| --- | ---------------- | ------------ | ------------- | ------------ | ------------- |
| 1.  | 31. Oktober 1988 | Stockholm    | Hartplatz (i) | Boris Becker | 4:6, 1:6, 1:6 |
| 2.  | 10. Juli 1989    | Newport      | Rasen         | Jim Pugh     | 4:6, 6:4, 2:6 |
| 3.  | 13. August 1990  | Indianapolis | Hartplatz     | Boris Becker | 3:6, 4:6      |

### Doppel

#### Turniersiege

##### ATP Tour
| Nr. | Datum           | Turnier  | Belag         | Doppelpartner  | Finalgegner                | Ergebnis      |
| --- | --------------- | -------- | ------------- | -------------- | -------------------------- | ------------- |
| 1.  | 6. Oktober 1986 | Tel Aviv | Hartplatz     | John Letts     | Christo Steyn Danie Visser | 6:3, 3:6, 6:3 |
| 2.  | 11. Juli 1988   | Newport  | Rasen         | Kelly Jones    | Scott Davis Dan Goldie     | 6:3, 7:6      |
| 3.  | 7. Oktober 1990 | Sydney   | Hartplatz (i) | Broderick Dyke | Stefan Edberg Ivan Lendl   | 6:2, 6:4      |

##### Challenger Tour
| Nr. | Datum          | Turnier | Belag     | Doppelpartner  | Finalgegner                   | Ergebnis |
| --- | -------------- | ------- | --------- | -------------- | ----------------------------- | -------- |
| 1.  | 27. April 1992 | Taipeh  | Hartplatz | Broderick Dyke | Neil Borwick Andrew Kratzmann | 7:6, 7:5 |

#### Finalteilnahmen
| Nr. | Datum            | Turnier         | Belag         | Doppelpartner   | Finalgegner                      | Ergebnis      |
| --- | ---------------- | --------------- | ------------- | --------------- | -------------------------------- | ------------- |
| 1.  | 21. Oktober 1985 | Köln (1)        | Hartplatz (i) | Jan Gunnarsson  | Alex Antonitsch Michiel Schapers | 4:6, 5:7      |
| 2.  | 31. März 1986    | Köln (2)        | Hartplatz (i) | Jan Gunnarsson  | Kelly Evernden Chip Hooper       | 4:6, 7:6, 3:6 |
| 3.  | 24. Januar 1988  | Australian Open | Hartplatz     | Jeremy Bates    | Rick Leach Jim Pugh              | 3:6, 2:6, 3:6 |
| 4.  | 15. Februar 1988 | Memphis         | Hartplatz     | Mikael Pernfors | Kevin Curren David Pate          | 2:6, 2:6      |
| 5.  | 3. Oktober 1988  | Basel           | Hartplatz     | Jeremy Bates    | Jakob Hlasek Tomáš Šmíd          | 3:6, 1:6      |
| 6.  | 29. Juli 1990    | Toronto         | Hartplatz     | Broderick Dyke  | Paul Annacone David Wheaton      | 1:6, 6:7      |
| 7.  | 30. Juli 1990    | Los Angeles     | Hartplatz     | Paul Wekesa     | Scott Davis David Pate           | 6:3, 1:6, 3:6 |